# Chulucanas (distrito)
Chulucanas é um distrito do Peru, departamento de Piura, localizada na província de Morropón.

## Transporte
O distrito de Chulucanas é servido pela seguinte rodovia:
- PE-1NJ, que liga a cidade de Piura ao distrito de Lambayeque (Região de Lambayeque )
- PE-1NS, que liga a cidade ao distrito de Tambo Grande
- PE-1NR, que liga a cidade ao distrito de Pacaipampa [2][3][4]